# مکسر (ادلب)
مکسر (ادلب) (عربی: المکسر) یک روستا در شهرستان معره نعمان، استان ادلب است. با توجه به آمار دفتر مرکزی سوریه (CBS)، جمعیت مکسر در سال ۲۰۰۴ ۷۲۶ نفر سرشماری شده بود.